# Euphorbia sharkoensis
Euphorbia sharkoensis är en törelväxtart som beskrevs av Henri Ernest Baillon. Euphorbia sharkoensis ingår i släktet törlar, och familjen törelväxter.
Artens utbredningsområde är Western Australia. Inga underarter finns listade i Catalogue of Life.